# Ordine militare per la Libertà
L'Ordine militare per la Libertà è stato una decorazione della Cecoslovacchia.

## Storia
L'Ordine è stato fondato il 2 aprile 1946 per premiare chi abbia combattuto nell'esercito cecoslovacco nella seconda guerra mondiale o che lo abbiano aiutato dall'estero oppure chi abbia contribuito alla liberazione della Cecoslovacchia o chi sia stato imprigionato e/o torturato per tale causa.

## Classi
L'Ordine disponeva delle seguenti classi di benemerenza:
- Stella
- Medaglia d'Argento
- Medaglia di Bronzo

| Nastri             |                    |        |
| Medaglia di Bronzo | Medaglia d'Argento | Stella |

## Insegne
- L'insegna era una stella a cinque punte con al centro un medaglione circolare con il busto di due soldati di profilo con i caschi. Nella parte inferiore del medaglione vi era la scritta "ZA SVOBODU ČESKOSLOVENSKA". La stella era sovrapposta ad una corona di foglie. Sul rovescio vi era la scritta "Pravda vítězí" e le date "1939" e "1945".
- Il nastro blu con bordi bianchi e rossi.